# Magdalena Marszał-Wiśniewska
Magdalena Maria Marszał-Wiśniewska – polska psycholog, dr hab. nauk humanistycznych, profesor Katedry Nauk Humanistycznych Wydziału Organizacji i Zarządzania Politechniki Łódzkiej, Instytutu Psychologii Polskiej Akademii Nauk, oraz Katedry Psychologii Różnic Indywidualnych, Diagnozy i Psychometrii Wydziału Psychologii SWPS Uniwersytetu Humanistycznospołecznego z siedzibą w Warszawie.

## Życiorys
2 kwietnia 1984 obroniła pracę doktorską Analiza prawidłowości przebiegu działania w sytuacjach trudnych o różnym stopniu ważności dla jednostki, 26 listopada 1999 habilitowała się na podstawie pracy zatytułowanej Siła woli a temperament. 30 czerwca 2008 uzyskała tytuł profesora nauk humanistycznych. Została zatrudniona na stanowisku profesora w Instytucie Psychologii Polskiej Akademii Nauk, w  Katedrze Nauk Humanistycznych na Wydziale Organizacji i Zarządzania Politechniki Łódzkiej, oraz w Katedrze Psychologii Różnic Indywidualnych, Diagnozy i Psychometrii na Wydziale Psychologii SWPS Uniwersytetu Humanistycznospołecznego z siedzibą w Warszawie.
Jest kierownikiem Katedry Psychologii Różnic Indywidualnych, Diagnozy i Psychometrii, a także pełnomocnikiem dziekana na Wydziale Psychologii SWPS Uniwersytetu Humanistycznospołecznego z siedzibą w Warszawie i członkiem Komitetu Psychologii PAN.
Była dziekanem (p.o.) na Wydziale Psychologii Szkole Wyższej Psychologii Społecznej w Warszawie, prodziekanem na Wydziale Psychologii w Warszawie SWPS Uniwersytetu Humanistycznospołecznego z siedzibą w Warszawie i sekretarzem Komitetu Psychologii Polskiej Akademii Nauk.

## Odznaczenia
- Krzyż Kawalerski Orderu Odrodzenia Polski (2011)[4]
- Srebrny Krzyż Zasługi (2006)[5]